# Hotel Congress

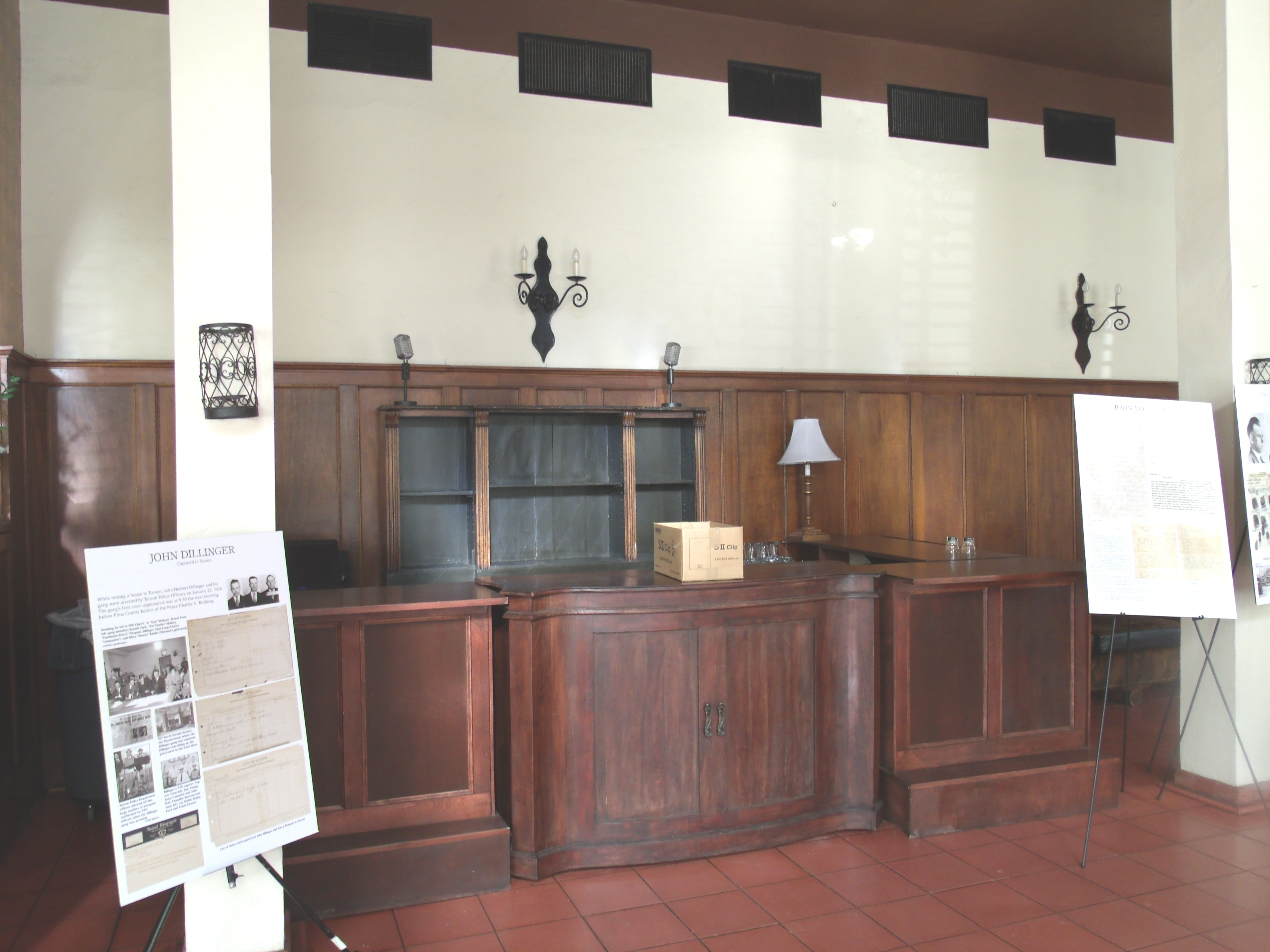
El antiguo vestíbulo del Hotel Congress que fue construido en 1919 y asociado con John Dillinger

El Hotel Congress es un edificio histórico reconocido por el gobierno federal ubicado en el centro de Tucson. Fue construido en 1918 y diseñado por el estudio de arquitectura de Los Ángeles William y Alexander Curlett como parte de una expansión de Congress Street y en conjunto con el recinto teatral Rialto Theatre, que se encuentra al norte de Congress Street. La parte trasera del edificio da a la histórica estación de tren Amtrak Southern Pacific, construida por Southern Pacific en 1907. Además de ser un hotel, el edificio  también alberga un restaurante, un bar y un local de música. El nombre "The Congress Hotel" fue elegido a través de un concurso de nombres organizado por el periódico Arizona Daily Star en 1918. La sugerencia ganadora se anunció el 30 de abril de 1918 y fue presentada por Dorit Dinkel, quien ganó $15 en bonos para bebés por haber elegido su nombre. El Hotel y sus propietarios desde 1985, Richard Oseran y Shana Oseran, han sido una institución cultural clave e impulsores en la remodelación del centro de Tucson a principios del siglo XXI.
El hotel es conocido por ser el sitio de la captura del gángster y ladrón de bancos John Dillinger en 1934. Después de una serie de robos a bancos, Dillinger Gang llegó a Tucson para esconderse. El 22 de enero de 1934, se inició un incendio en el sótano y se extendió hasta el tercer piso, donde residía la pandilla bajo alias. Después de que el recepcionista los contactó a través de la centralita, la pandilla escapó por escaleras aéreas. A pedido de la pandilla, dos bomberos recuperaron su equipaje, identificando quiénes eran. Después de ser transferido a una cárcel en Crown Point, Indiana, Dillinger escapó nuevamente y finalmente fue asesinado a tiros en Chicago, Illinois . El arquitecto local de Tucson, Roy Place, reconstruyó el piso superior con el mismo estilo que el original. Una placa histórica en la entrada sur del hotel lleva el nombre de Place, por lo que a menudo se cree que es de su diseño original.
El edificio del Congreso del Hotel se agregó al Registro Histórico Nacional en 2003. El Hotel Congress recibió un premio de distinción Fodor's Choice en 2006 y nuevamente en 2008. Según la lista del Registro Nacional, Alexander y William Curlett, Curlett and Son Architects de Los Ángeles fueron los diseñadores/arquitectos reales. Un artículo de periódico del Arizona Daily Star, fechado el 23 de abril de 1920, informó:

"A. E. Carlette (Curlett), architect of Los Angeles, was a visitor in Tucson yesterday stopping at the Santa Rita.  Mr Carlette (Curlett) was the designer of the new Rialto Theatre and the Congress Hotel."

## Congreso de clubes

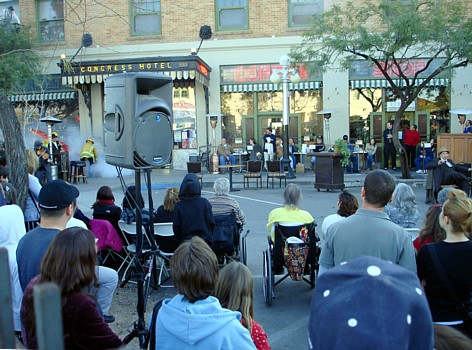
Recreación del incendio del Hotel Congress durante los Dillinger Days, enero de 2008.

En 1985, se abrió un lugar de música en el hotel y se ha convertido en un lugar para bandas de gira que tocan en Tucson. En febrero de 2005, el escenario fue completamente rediseñado por el artista latino local Daniel Martín Díaz, y fue nombrado Mejor Instalación de Arte Funcional por Tucson Weekly en 2006. El guitarrista de ZZ Top, Billy Gibbons, ha dicho que Tap Room en el Hotel Congress es su bar favorito.
Se considera que Club Congress es el lugar de mayor duración de su tipo al oeste del Mississippi y, en parte debido a esta distinción, la gobernadora de Arizona, Janet Napolitano, emitió una proclamación el 25 de julio de 2005, que el fin de semana del Día del Trabajo se conocería como " Fin de semana del Congreso de Clubes". En 2004, el director de entretenimiento del hotel, David Slutes, inició un evento de música en vivo de tres días y tres noches conocido como "HOCO Fest".

## El café de la taza
The Cup Cafe, coloquialmente conocido como The Cup, se puede encontrar justo al lado del vestíbulo del Hotel Congress y ofrece desayuno, almuerzo y cena.